# Lecanora nipponica
Lecanora nipponica är en lavart som beskrevs av Miyawaki. Lecanora nipponica ingår i släktet Lecanora och familjen Lecanoraceae.   Inga underarter finns listade i Catalogue of Life.